# Quần đảo Nanpō
Quần đảo Nanpō (南方諸島 (Nam Phương chư đảo) nanpō shotō)là một thuật ngữ chung đến chỉ các nhóm đảo nằm ở phía nam của quần đảo Nhật Bản. Kéo dài từ bán đảo Izu ở phía tây vịnh Tokyo về phía nam 1200 km (750 mi). Quần đảo Nanpō nằm dưới quyền hành chính của thủ đô Tokyo.

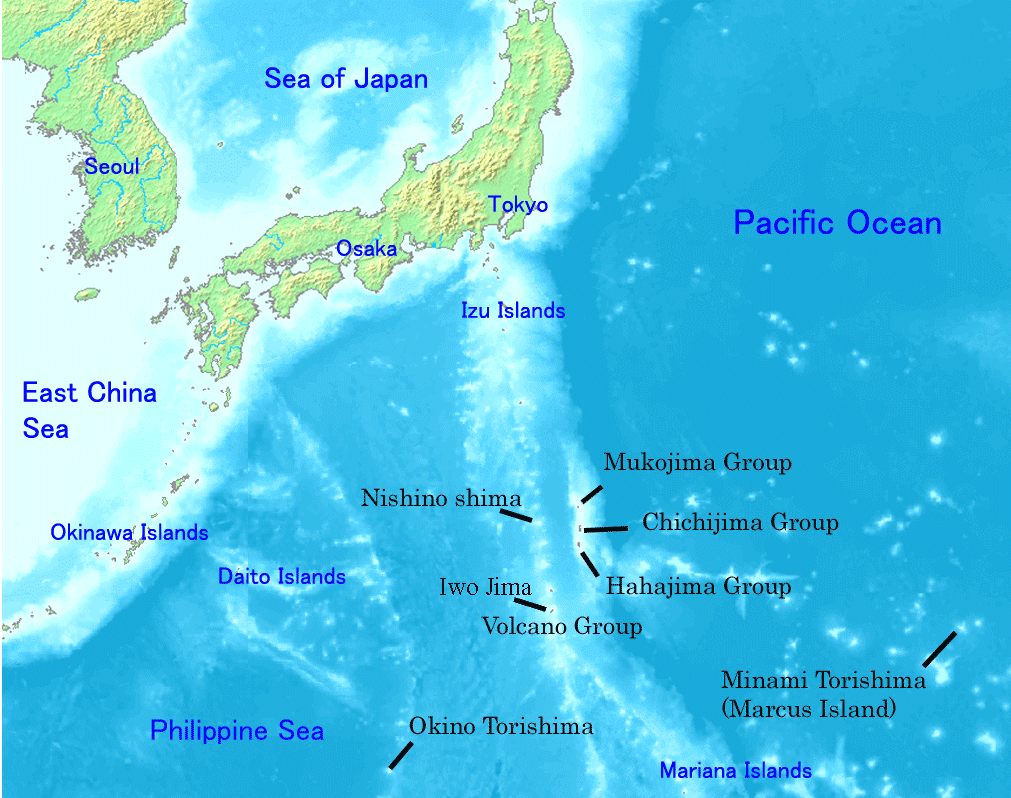
Quần đảo Nanpō

Ban Thủy văn học và Đại dương học của Lực lượng Bảo vệ Bờ biển Nhật Bản định nghĩa Nanpō Shotō như sau:
- Nanpō Shotō (Quần đảo Nanpō)
  - Izu Shotō (Quần đảo Izu)
  - Ogasawara Shotō (Quần đảo Ogasawara)[2] với một ý nghĩa rộng hơn)
    - Ogasawara Guntō (Quần đảo Ogasawara)
      - Mukojima Rettō
      - Chichijima Rettō
      - Hahajima Rettō

    - Kazan Rettō (Quần đảo Kazan) bao gồm Nishinoshima
    - Okinotorishima
    - Minamitorishima

Cơ quan Thông tin Địa lý Nhật Bản, một tổ chức chính quyền khác chịu trách nhiệm tiêu chuẩn hóa các địa danh, không sử dụng thuật ngữ Nanpō Shotō mặc dù nó đồng ý với Lự lượng Bảo vệ bờ biển Nhật Bản về tên gọi của các nhóm đảo nhỏ hơn của Nanpō Shotō.